# Diocesi di Damongo
La diocesi di Damongo (in latino Dioecesis Damongoënsis) è una sede della Chiesa cattolica in Ghana suffraganea dell'arcidiocesi di Tamale. Nel 2023 contava 31.650 battezzati su 387.470 abitanti. È retta dal vescovo Peter Paul Angkyier.

## Territorio
La diocesi comprende i distretti di Gonja Centrale, Gonja Est, Bole e Sawla-Tuna-Kalba nella Regione di Savannah in Ghana.
Sede vescovile è la città di Damongo, dove si trova la cattedrale di Sant'Anna.
Il territorio è suddiviso in 13 parrocchie.

## Storia
La diocesi è stata eretta il 3 febbraio 1995 con la bolla Nuper est petitum di papa Giovanni Paolo II, ricavandone il territorio dall'arcidiocesi di Tamale.

## Cronotassi dei vescovi
Si omettono i periodi di sede vacante non superiori ai 2 anni o non storicamente accertati.
- Philip Naameh (3 febbraio 1995 - 12 febbraio 2009 nominato arcivescovo di Tamale)
- Peter Paul Angkyier, dal 17 dicembre 2010

## Statistiche
La diocesi nel 2023 su una popolazione di 387.470 persone contava 31.650 battezzati, corrispondenti all'8,2% del totale.
| anno | popolazione | popolazione | popolazione | presbiteri | presbiteri | presbiteri | presbiteri                | diaconi | religiosi | religiosi | parrocchie |
| anno | battezzati  | totale      | %           | numero     | secolari   | regolari   | battezzati per presbitero | diaconi | uomini    | donne     | parrocchie |
| ---- | ----------- | ----------- | ----------- | ---------- | ---------- | ---------- | ------------------------- | ------- | --------- | --------- | ---------- |
| 1999 | 14.865      | 335.000     | 4,4         | 20         | 15         | 5          | 743                       |         | 10        | 17        | 8          |
| 2000 | 15.232      | 338.000     | 4,5         | 17         | 13         | 4          | 896                       |         | 8         | 19        | 8          |
| 2001 | 18.026      | 400.000     | 4,5         | 19         | 16         | 3          | 948                       |         | 7         | 21        | 8          |
| 2002 | 16.017      | 400.000     | 4,0         | 21         | 19         | 2          | 762                       |         | 6         | 21        | 8          |
| 2003 | 16.658      | 405.000     | 4,1         | 22         | 18         | 4          | 757                       |         | 8         | 26        | 9          |
| 2004 | 17.172      | 410.000     | 4,2         | 28         | 24         | 4          | 613                       |         | 8         | 27        | 9          |
| 2006 | 18.404      | 428.000     | 4,3         | 32         | 28         | 4          | 575                       |         | 9         | 23        | 11         |
| 2013 | 23.550      | 470.000     | 5,0         | 36         | 33         | 3          | 654                       |         | 10        | 32        | 12         |
| 2016 | 26.504      | 334.060     | 7,9         | 36         | 33         | 3          | 736                       |         | 10        | 31        | 13         |
| 2019 | 28.968      | 355.720     | 8,1         | 39         | 37         | 2          | 742                       |         | 8         | 30        | 13         |
| 2021 | 30.360      | 371.700     | 8,2         | 40         | 38         | 2          | 759                       |         | 3         | 33        | 13         |
| 2023 | 31.650      | 387.470     | 8,2         | 39         | 37         | 2          | 811                       |         | 7         | 28        | 13         |